# Olga Larnaudie
Olga Larnaudie (Montevideo, 1941) es una arquitecta, crítica de arte, curadora y docente uruguaya. Dirigió el Museo de Arte Precolombino e Indígena entre 2007 y 2010. Ha realizado investigaciones sobre historia del arte y sobre artesanía uruguaya.

## Trayectoria
Comenzó su actividad como crítica de arte en 1967 en publicaciones uruguayas y de otros países. Se desempeñó como docente de historia del arte y de la arquitectura entre 1969 y 1996 ( en el Liceo francés de Montevideo). . En 1985 formó parte, en calidad de arquitecta asesora, de la Unidad Ejecutora para la protección del Patrimonio Histórico, Edilicio y Ambiental del Departamento de Montevideo. Trabajó en 1989 y 1990 como delegada de la comuna en la Comisión Coordinadora del Trabajo Artesanal. Es miembro de la Asociación Uruguaya de Críticos de Arte (AUCA), donde ha ocupado los cargos de secretaria y de presidenta. En 2004 fue cofundadora del Centro de Documentación de las Artes Visuales del Uruguay. Entre 2007 y 2010 dirigió el Museo de Arte Precolombino e Indígena.